# Biblioteka ateistitscheskoi literatury
Biblioteka ateistitscheskoi literatury (russisch Библиотека атеистической литературы, wiss. Transliteration Biblioteka ateističeskoj literatury; „Bibliothek der atheistischen Literatur“) ist eine sowjetische Buchreihe mit russischer und übersetzter internationaler Literatur aus dem Themenkreis des Atheismus, die seit Mitte der 1970er Jahre bis zum Zerfall in den frühen 1990er Jahre in der UdSSR veröffentlicht wurde. Sie erschien im Verlag Politisdat (Политиздат). Die Zusammensetzung der Reihe ist folgendermaßen (ohne Anspruch auf Aktualität oder Vollständigkeit):

## Bände
Buchtitel in ungefährer deutscher Übersetzung (überwiegend nach dem Russischen).
- Tokarew, S. A.: Die Religion in der Geschichte der Menschheit. IPL, 1976.
- Taxil, L.: Die lustige Bibel. IPL, 1976.
- Holbach, P., Helvetius, C., Diderot, D., La Mettrie, J.: Lasst die Dunkelheit verschwinden! Französische Materialisten des 18. Jahrhunderts über Atheismus, Religion, Kirche. IPL, 1976
- Taxil, L.: Das amüsante Evangelium oder das Leben Jesu. IPL, 1977.
- Jaroslawski, Je.: Bibel für Gläubige und Ungläubige. IPL, 1979.
- Kosidowski, Z.: Biblische Sprüche. IPL, 1978.
- Kosidowski, Z.: Sprüche der Evangelisten. IPL, 1979.
- Ossipow, A. A.: Katikhisis ohne Ausschmückungen. IPL, 1981.
- Twain, M.: Adams Tagebuch. Sammlung von publizistischen Werken. IPL, 1981.
- Über Glaube und Unglaube (Gedanken über Religion und Atheismus). Skibitski, M. M. (Mitherausgeber) IPL, 1982.
- Nikolski, N. M.: Geschichte der russischen Kirche. IPL, 1983
- Stone, I.: The Origin [über Charles Darwin]. IPL, 1983.
- Frazer, J. J.: Der goldene Zweig. IPL, 1983.
- Lamont, C.: Die Illusion der Unsterblichkeit. IPL, 1984.
- Grigulewitsch, J. R.: Inquisition. IPL, 1985.
- Losinski, S. G.: Geschichte des Papsttums. IPL, 1986.
- Russell, B.: Warum ich kein Christ bin. IPL, 1987.
- Gecse, G.: Biblische Geschichten. IPL, 1988.
- Taxil, L.: Heilige Krippe. IPL, 1988.
- Swenzizkaja, I. S.: Frühes Christentum: Seiten der Geschichte. IPL, 1989. ISBN 5-250-00992-1
- Twain, M.: Nr. 44, Der geheimnisvolle Fremde. IPL, 1989. ISBN 5-250-00380-X
- Tylor, E. B.: Primitive Culture [Die Anfänge der Cultur]. IPL, 1989. ISBN 5-250-00379-6
- Donini, A.: Zu den Ursprüngen des Christentums. IPL, 1989. ISBN 5-250-00632-9
- Frazer, J. J.: Folklore in the Old Testament. IPL, 1990. ISBN 5-250-01011-3
- Kautsky, K.: Der Ursprung des Christentums. IPL, 1990. ISBN 5-250-00772-4
- Nietzsche, F., Freud, S., Fromm, E., Camus, A., Sartre, J.P.: Götterdämmerung. IPL, 1990. ISBN 5-250-01275-2
- Ranowitsch, A. B.: Primärquellen zur Geschichte des frühen Christentums. Antike Kritiker des Christentums. IPL, 1990. ISBN 5-250-00773-2
- Tokarew, S. A.: Frühe Formen der Religion. IPL, 1990. ISBN 5-250-01234-5
- Renan, E.: Das Leben Jesu. IPL, 1991. ISBN 5-250-01238-8